# 柏林地鐵4號線
柏林地鐵4號線（德語：U-Bahnlinie 4）是德國柏林的一條地鐵路線。柏林地鐵4号线全長2.86公里，共有5個車站，是柏林地鐵路線網中最短的路線。